# Beli plast
Beli plast (bulgariska: Бели пласт) är ett distrikt i Bulgarien.   Det ligger i kommunen Obsjtina Kărdzjali och regionen Kărdzjali, i den centrala delen av landet, 200 kilometer sydost om huvudstaden Sofia.